# كلي كويمان
كلي كويمان (بالإنجليزية: Cle Kooiman) (مواليد 3 يوليو 1963) هو لاعب كرة قدم. يلعب مع منتخب الولايات المتحدة الأمريكية لكرة القدم. سبق له أن لعب في كأس العالم لكرة القدم مع منتخب بلاده.

## روابط خارجية
- كلي كويمان على موقع الاتحاد الدولي (مؤرشف)  (الإنجليزية)
- كلي كويمان على موقع الدوري الأمريكي (الإنجليزية)
- كلي كويمان على موقع قاعدة بيانات كرة القدم.إي يو (الإنجليزية)
- كلي كويمان على موقع ناشيونال فوتبول تيمز (الإنجليزية)
- كلي كويمان على موقع Soccerway.com (الإنجليزية)